# Dan Lungren
Daniel Edward "Dan" Lungren (Long Beach, 22 de setembro de 1946) é um político da Califórnia. É o representante do terceiro distrito congressional da Califórnia desde 2005. O distrito abrange o Condado de Sacramento e parte do Condado de Solano. Ele é membro do Partido Republicano.
Lungren anteriormente representava a área de Long Beach no Congresso, de 1979 a 1989, e atuou como Procurador Geral da Califórnia entre 1991-1999. Ele foi um dos que apoiaram a prisão de Julian Assange em um abaixo-assinado em 2010.